# Salmophasia horai
 Salmophasia horai és una espècie de peix cipriniforme de la família dels ciprínids.